# La Fille dont on parle
Pour plus de détails, voir Fiche technique et Distribution.
La Fille dont on parle (噂の娘, Uwasa no musume) est un film japonais de Mikio Naruse sorti en 1935.

## Synopsis
Kenkichi est grossiste en saké à Tokyo mais les affaires de la maison Nadaya ne vont pas très bien. Il est veuf et a deux filles qui ne se ressemblent guère. Kimiko la plus jeune, habillée à l'occidentale est insouciante et rebelle aux usages en vigueurs. Bien qu'elle l'ignore, elle est en réalité la fille d'Oyo, la maitresse de Kenkichi. L'aînée Kunie, habillée dans le style traditionnel est timide et vieux jeu. 
Elle aide son père à tenir la maison et est prête à accepter la proposition de mariage arrangé par son oncle sans savoir que son prétendant est en fait attiré par Kimiko. Elle souhaite aussi qu'Oyo vienne vivre avec eux. Au moment où Kenkichi révèle à Kimiko l'identité de sa vraie mère, la police l'arrête pour avoir trafiqué le saké qu'il met en vente, laissant augurer la fin de la maison Nadaya.

## Fiche technique
- Titre français : La Fille dont on parle
- Titre original : 噂の娘 (Uwasa no musume?)
- Réalisation : Mikio Naruse
- Scénario : Mikio Naruse
- Photographie : Hiroshi Suzuki
- Montage : Kōichi Iwashita
- Musique : Noboru Itō
- Direction artistique : Junnosuke Yamazaki
- Sociétés de production : P.C.L.
- Pays d'origine :  Empire du Japon
- Langue originale : japonais
- Format : noir et blanc - 1,37:1 - 35 mm - son mono
- Genre : drame
- Durée : 55 minutes[1] (métrage : 7 bobines - 1 502 m[1])
- Date de sortie :
  - Empire du Japon : 22 décembre 1935[1]

## Distribution
- Sachiko Chiba : Kunie
- Ryūko Umezono : Kimiko, sa sœur
- Kō Mihashi : Kenkichi, le père de Kunie et de Kimiko
- Yō Shiomi : Keisaku, le grand-père
- Kamatari Fujiwara : l'oncle
- Toshiko Itō : Oyo, la maîtresse de Kenkichi
- Heihachirō Ōkawa : Shintaro
- Masao Mishima : le barbier

## Autour du film
Le film a été classé huitième au classement des dix meilleurs films japonais de l'année 1935 établit par la revue Kinema Junpō. Le bon accueil publique et critique du film permet à Mikio Naruse de faire accepter plus facilement par la suite à la P.C.L. ses scénarios originaux.